# Belpop (muziek)
Belpop is een door Gust De Coster geïntroduceerde verzamelnaam voor de muziek van Belgische groepen (naar analogie met nederpop), zowel uit Vlaanderen als Wallonië. De term wordt vooral gebruikt voor groepen van de eerste helft van de jaren '80, alhoewel in principe elke Belgische pop- en rockgroep onder deze titel geclassificeerd kan worden.

## Geschiedenis

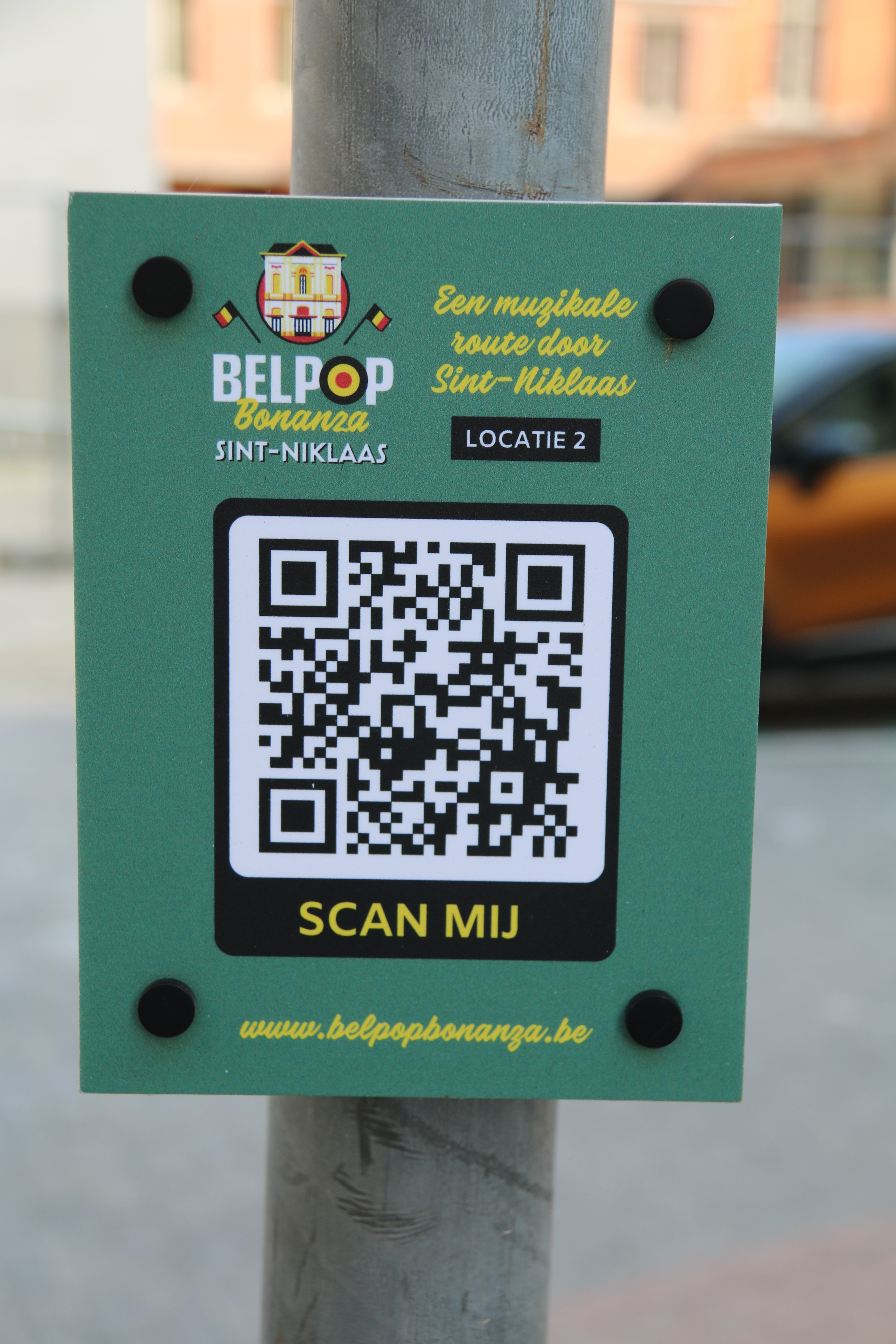
Belpop-route

Aan het einde van de jaren zeventig en het begin van de jaren tachtig ontstonden in België heel wat punk- en newwavegroepen, meestal zwaar beïnvloed door internationale succesgroepen als The Cure en Joy Division. In 1978 vond voor het eerst Humo's Rock Rally plaats, een wedstrijd voor jonge rockbands. In 1980 stelden Marcel Vanthilt en Gust De Coster, beide actief in de wereld van de vrije radio, in opdracht van de ASLK het verzamelalbum Get Sprouts samen met muziek van Belgische pop- en rockgroepen. Vanaf dan kon er echt van Belpop gesproken worden. Gust De Coster zou later nog boeken schrijven over dit fenomeen, zoals Wit-lof from Belgium.
Daarnaast is Belpop ook de titel van een tv-programma over de Belgische popscene op Canvas. Jan Delvaux, medewerker van het programma, publiceerde in 2011 ook een boek met de titel Belpop: de eerste vijftig jaar, waarin hij de geschiedenis van de Belgische popmuziek beschrijft, van Kili Watch van The Cousins tot heden.
Radio 1 bracht onder deze naam ook een cd-reeks uit met belpopnummers.

## Enkele belpopgroepen
- Toy
- Machiavel
- The Bet
- The Kids
- Red Zebra
- Plastic Bertrand
- The Wolf Banes
- The Scabs
- Nacht und Nebel
- Clouseau
- dEUS
- School is Cool
- Soulsister
- T.C. Matic
- Scooter
- Schmutz
- The Machines
- Hooverphonic
- The Employees
- Lavvi Ebbel
- The Peter Pan Band
- Willy Sommers

## Verder lezen
- G. De Coster - G. De Bruycker, Wit-Lof from Belgium: 40 jaar popgeschiedenis in België, BRT, Brussel, 1990. ISBN 9050960693
- J. Delvaux, Belpop de eerste vijftig jaar, Borgerhoff & Lamberigts, Gent, 2011. ISBN 9089312498